# Tare Lhamo
Tāre Lhamo, também conhecida como Tāre Dechen Gyalmo (Ano do Tigre da Terra 1938–26 de março de 2002), foi uma mestre budista tibetana, visionária e reveladora de tesouros (gter ston) que ganhou renome no leste do Tibete. Ela é renomada como herdeira de linhagens nyingma e por suas reencarnações reconhecidas pelos tibetanos, sendo responsável pela difusão de iniciações e textos revelados, restauração de locais budistas e estabelecimento de tradições cúlticas e folclóricas, como festivais em torno da figura lendária épica de Gesar de Ling. Foi especialmente elogiada em hagiografias e conhecida por seus milagres que salvaram vidas durante as dificuldades da Revolução Cultural e por prolongar a vida de muitos mestres. Foi dito que suas atividades para beneficiar os outros incharam como um lago na primavera.
Aos 40 anos, Tāre Lhamo tornou-se a consorte de sabedoria de Namtrul Rinpoche Jigme Phuntsok, também conhecido como Orgyen Namkha Lingpa (1944–2011), o Quarto Namkai Nyingpo e o renascimento do pai dela, Apang Terchen. O eminente casal trabalhou incansavelmente para restaurar e expandir o estudo e a prática religiosa em suas comunidades. Sua base era Nyenlung no condado de Serta, Sichuan, perto de Dodrupchen e Larung Gar.
Tare Lhamo descobriu muitos tesouros (gter chos) do Mantra Secreto e do Darma dzogchen, incluindo sádanas, cantos de pássaros e cantos de realização. Juntamente com Namtrul Rinpoche, suas obras coletadas de mais de 600 textos (conforme a contagem da compilação) estão publicadas em tibetano.
De acordo com Tulku Orgyen Zangpo Rinpoche, um de seus tesouros era sobre amarrar diferentes tipos de nós com barbante como um meio hábil de realizar desejos ou atividades para beneficiar os outros. "Khandro tinha uma centena de tipos diferentes de nós que ela usava para diferentes propósitos, como longevidade. Ou, se você estava doente ou tinha obstáculos ou queria um filho ou filha."
Notavelmente, Tāre Lhamo foi a primeira a reconhecer Dudjom Sangye Pema Zhepa, filho de Dola Tulku Jigme Chökyi Nyima, como um renascimento do Dudjom Rinpoche, Jigdral Yeshe Dorje. Essa identificação veio a ela em poemas de escrita dakini e foi confirmada por Chadral Sangye Dorje.

## Vida pregressa

### Biografias
"Vinha Espiralante da Fé: A Vida de Libertação da Suprema Khandro Tare Lhamo" (mkha' 'gro tā re lha mo'i rnam thar dad pa'i 'khri shing; em inglês: Spiraling Vine of Faith: The Life of Liberation of the Supreme Khandro Tare Lhamo) é a biografia oficial de sua juventude, escrita por Pema Osal Thaye, filho do coração de Namtrul Rinpoche e Tare Lhamo. A biografia dedica 126 fólios para contar as vidas de libertação de Yeshe Tsogyal e Sera Khandro como um prelúdio para recontar as de Tare Lhamo.
Outra biografia é "Lâmpada de Joia das Bênçãos" (gter ston grub pa'i dbang phyug gzhi chen nam sprul dang mhka' 'dro tva re bde chen lha mo zung gi mdzad rnam nyer bsdud byin rlabs norbu'i sgron me; em inglês: Jewel Lamp of Blessings), escrita por Abu Karlo e publicado em 2001.
Após o casamento de Tare Lhamo com Namtrul Rinpoche, sua biografia continua na biografia de Namtrul Rinpoche de Pema Osal Thaye, "Guirlanda de Joias: A Vida da Libertação de Namtrul Jigme Phuntsok" (nam sprul 'jigs med phun tshogs kyi rnam thar nem bu'i do shal; em inglês: Jewel Garland: The Life of Liberation of Namtrul Jigme Phuntsok), publicada em "Oferendas de Nuvens para Deleitar os Vidyadharas e Dakinis" (skyabs rje nam sprul rin po che 'jigs med phun tshogs ang mkha' 'gro ta re lha mo mchog gi rnam thar rig 'dzin mkha' 'gro dgyes pa'i mchod sprin; em inglês: Cloud Offerings to Delight The Vidyadharas and Dakinis), 1997.

### Primeiros anos e relacionamentos espirituais
Tāre Lhamo nasceu na região nômade de Golok, no leste do Tibete, no condado de Padma. Seu pai era o filho milagroso de Dudjom Lingpa, Apang Tertön (a phang gter chen), Orgyen Trinley Lingpa (orgyan 'phrin las gling pa), também conhecido como Pawo Choying Dorje (dpa' bo chos dbyings rdo rje) (1895–1945). Sua mãe, Damtsik Drölma (dam tshig sgrol ma), era uma emanação de fala de Yeshe Tsogyal.
Quando ela tinha um ano de idade, ela foi em peregrinação com seus pais para o distante Tibete central. Em Lhasa, a família conheceu muitos mestres. Foi nessa época que Dudjom Jigdral Yeshe Dorje (1904–1987) reconheceu Tāre Lhamo como uma emanação de Yeshe Tsogyal, ante à estátua de Jowo Śākyamuni, que servia de autoridade suprema (secundária ao Buda) no reconhecimento de lamas tibetanos, um uso que também foi popular pelo menos no século XX. Nesse momento, ele escreveu esta oração aspiracional: "Emanação conjunta de Varahi, a mãe de todos os budas, e Tsogyal, a dakini de Kham, que leva o nome de Sukha (Sera Khandro), voltou como a nascida do mantra, Tāre. Seus feitos e atividades se espalharão para a Índia, Tibete e China, e ela trará todos aqueles ligados a ela para o reino puro de Khechara." Desta forma, Tāre Lhamo foi considerada como uma emanação de Sera Khandro, embora nenhuma entronização formal tenha ocorrido.
Sera Khandro Deway Dorje (se ra mkha' 'gro bde ba'i rdo rje), também conhecida como Kunzang Dekyong Wangmo (1892-1940), uma emanação de Yeshe Tsogyal, nasceu em Lhasa, mas passou a maior parte de sua vida no leste do Tibete. Um dia, ela deu um cordão de proteção vermelho para a futura mãe de Tāre Lhamo dizendo: "mantenha isso em um lugar seguro. Quando o nó do cordão desaparecer, voltarei para sua casa."
Tāre Lhamo foi também o renascimento de Tra Gelong Tsultrim Dargye (khra dge slong tshul khrims dar rgyas) (1866–1937), um estudioso e emanação de Naropa. Quando a futura mãe de Tāre Lhamo foi receber uma iniciação de Vajrayogini dele, ele disse a ela que um dia ele nasceria em sua família. Então, em seu leito de morte, ele disse a seu discípulo: "No ano do Tigre Masculino da Terra (1938), vá para Apang Terchen. Eu terei nascido lá." Por causa dessas palavras, Tāre Lhamo foi rapidamente reconhecida como o renascimento de Tra Gelong Tsultrim Dargye. E, assim que ela pôde falar, ela pediu que seus implementos rituais fossem devolvidos a ela.
O pai de Tāre Lhamo, Apang Tertön, profetizou o significado da vida de sua filha, dizendo: "Um ser sublime nascerá em minha família. Ela será a emanação combinada de Tra Gelong Tsultrim Dargye e da dakini Sukhavajra (Sera Khandro). Como um duplo renascimento, ela realizará um grande benefício para os seres em uma escala ainda maior do que meus próprios filhos."

### Juventude tardia e laços familiares
Aos quatorze anos, Tāre Lhamo e sua mãe estavam viajando a pé para o Mosteiro Dodrupchen, quando uma matilha de cães selvagens os atacou em um campo aberto. Tudo o que podiam fazer era atirar pedras nos cães. Isso incluía uma pedra escura que Tare Lhamo pegou do topo de uma rocha grande. Mais tarde naquela noite, quando ela foi para a cama, ela encontrou aquela pedra escura em sua jaqueta. Em um exame mais detalhado, descobriu-se que era uma urna de tesouro marcada com a sílaba de Yeshe Tsogyal—um BAM vermelho. Sua mãe entendeu mais uma vez que sua filha era uma emanação de Yeshe Tsogyal e disse a ela: "Esta pedra é muito importante. Você deve usá-la próximo ao seu corpo". Tāre Lhamo o colocou dentro de um medalhão e o usou o tempo todo. A partir desse momento, sua vida começou a mudar. Mais tarde, ela soube que continha um tesouro destinado a ser revelado por Dodrupchen Rigdzin Jalu Dorje e ela o ofereceu a ele.
Quando ela tinha 19 anos, Tāre Lhamo foi aconselhada a se casar com Tulku Mingyur Dorje (1934–1959), um renascimento de Vairocana e filho de Dzongter Kunzang Nyima. Seu único filho que teve com ele, Wangchuk Dorje, também conhecido como Tulku Ngaro, morreu de uma doença indeterminada em 1976. A mãe de Tāre Lhamo morreu pouco depois disso, deixando-a desamparada.
Aos 40 anos, Tāre Lhamo tornou-se a consorte de sabedoria de Rinpoche Jigme Phuntsok, também conhecido como Orgyen Namkha Lingpa (1944–2011), o Quarto Namkai Nyingpo e o renascimento do pai de Tāre Lhamo, Apang Terchen. O casal trabalhou incansavelmente para reviver o budismo tibetano no leste do Tibete, restaurando instituições, realizando serviços religiosos, construindo estruturas religiosas e revelando treze volumes de tesouros (listados abaixo). Nyenlung (snyan lung dgon pa) no condado de Serta, Sichuan, seu mosteiro natal, está agora sob a direção do único filho de Namtrul Rinpoche, Shitrul Tulku Lhaksam Namdak.

## Professores
Este relato de seus professores e algumas das transmissões que ela recebeu foram extraídos de Spiraling Vine of Faith.
Desde muito jovem, Tāre Lhamo teve visões de Padmakara e das Três Raízes, e recebeu muitas profecias.
Quando criança, ela estudou no mosteiro de seu pai, Tsimda (rtsis mda'). Aos sete anos, foi-lhe dado por ele o Nyingtik Yabshi (snying thig ya bzhi) de Longchenpa, e seu pai transmitiu seu próprio corpus de tesouros também. Junto com seus irmãos (todos mestres reencarnados), ela se tornou uma das sucessoras de seu pai, embora não tenha reivindicado a posição no Mosteiro de Tsimda. Quando ela tinha nove anos, seu pai morreu e ela vendeu suas joias para construir uma estupa de relicário para suas relíquias. Depois disso, ela recebeu transmissões e orientações dos mestres mais importantes de seu tempo no leste do Tibete. Por exemplo:
Dodrupchen Rigzin Jalu Dorje (rig 'dzin' ja lus rdo rje) (1927-1961) deu-lhe o Nyingthik Yabshi de Longchenpa.
De Dzongter Kunzang Nyima (rdzong gter kun bzang nyi ma) (1904–1958), o neto e encarnação de fala de Dudjom Lingpa, ela recebeu seu ciclo do tesouro de 60 volumes e o ciclo do tesouro de Dudjom Lingpa. Ele a nomeou Guardiã do Darma (chos bdag) de seu próprio ciclo de Yeshe Tsogyal. Seguindo suas instruções, ela plantou uma flecha de longa vida na rocha da porta do tesouro em Nyenpo Yurtse.
Em 1990, de Dola Tulku Jigme Chökyi Nyima Rinpoche, um dos filhos de Dudjom Rinpoche que permaneceu no Tibete, Tāre Lhamo e Namtrul Rinpoche receberam o ciclo completo dos Novos Tesouros de Dudjom. Mais tarde, ela reconheceu seu filho como um renascimento de Dudjom Jigdral Yeshe Dorje.

## Durante a Revolução Cultural
Aos 22 anos, Tāre Lhamo foi exposta à turbulência da Revolução Cultural (1966 a 1976). No Tibete oriental, todas as instituições religiosas foram destruídas e a prática do budismo foi banida.
Foi também uma época de fome. Quando sua comunidade estava morrendo de fome, alega-se que Tāre Lhamo foi capaz de alimentá-los através de seus poderes milagrosos. Por exemplo, se ela tinha uma pequena quantidade de comida, ela multiplicava para alimentar muitos. Ou, mesmo sem aumentar a comida, quem comesse sua comida se sentiria saciado. Dessa e de muitas outras maneiras, Tāre Lhamo cuidou amorosamente de sua comunidade, realizando adivinhações e rituais em segredo tarde da noite e contando histórias que deram às pessoas um farol de esperança durante este capítulo devastador da história do Tibete.
Durante a Revolução Cultural, Tāre Lhamo foi submetida ao trabalho manual. Seu primeiro marido, Tulku Mingyur Dorje, e seus três irmãos morreram na prisão. De acordo com histórias de linhagens orais, ela foi poupada da prisão, talvez por ser mulher, embora tenha sofrido espancamentos e torturas. Em uma ocasião angustiante, as autoridades colocaram seu peito nu em um fogão a lenha quente. De acordo com uma velha que contou esta história a Holly Gayley, Tāre Lhamo teria refletido sobre os sofrimentos muito maiores dos seres nos reinos do inferno e, como resultado, ela não obteve marcas de queimadura.
Outro exemplo relatado de seus poderes milagrosos: uma vez, um pedaço de rocha do tamanho de uma barraca feita de pelo de iaque desprendeu-se da montanha e caiu, destruindo tudo em seu caminho. Vendo isso acontecer, as pessoas começaram a fugir. No entanto, Tāre Lhamo apontou o dedo no gesto ameaçador, e a pedra parou imediatamente. Há muitos milagres que ajudaram sua comunidade relatados em Jewel Lamp of Blessings.

## A vida com Namtrul Rinpoche

### 1978-1988

#### Cartas e encontro (1978-1980)
Em 1978, seus sonhos diziam que ela deveria conhecer Namtrul Rinpoche Jigme Phuntsok, que morava na província de Sichuan. Ela iniciou uma correspondência e namoro com ele, e, através de um mensageiro secreto, eles trocaram 58 cartas ao longo de um período de dois anos, durante os quais se encontraram apenas uma vez. Essas cartas—talvez únicas na literatura tibetana—contêm expressões de afeto e muitas declarações proféticas de seu destino conjunto de elevar a doutrina budista. Elas agora estão traduzidas e publicadas por Holly Gayley (2019), Inseparable Across Lifetimes: The Lives and Love Letters of the Tibetan Visionaries Namtrul Rinpoche and Khandro Tare Lhamo, que também as analisou em outras publicações.
Suas cartas de amor revelam articulações dos papéis de gênero segundo o contexto budista e da agência local dos tibetanos dominados. Há grande demonstração de reverência por parte de Namtrul Rinpoche a Tāre Lhamo, e vice-versa. Ambos se consideravam mutuamente em suas linhagens reveladas como mestres reencarnados. Tāre Lhamo utiliza-se do termo "esporte da atração" para se referir ao cortejo que realizavam, visando a um fim de se unirem como casal tântrico e revelarem tesouros conjuntamente para se restaurar a destruição do budismo e "degeneração" do Tibete. Há uma convenção de escrita epistolar, seguindo-se modelos de referência pessoal no budismo, mas o estilo de escrita de ambos é diferente, com Tāre Lhamo se utilizando mais de imagens e métrica poética de músicas folclóricas de Amdo, enquanto Namtrul Rinpoche de início segue uma estrutura mais formal.

No intercâmbio de cartas, eles relembram suas encarnações anteriores e apelam pelo reencontro na existência atual, segundo o "princípio da coincidência", com Tāre Lhamo exortando-o a se recordar como um compromisso cármico e incentivando a união segundo bons auspícios; em uma das cartas, ela deseja que ambos nunca sejam separados em instante algum "nessa vida e em toda a sucessão de [nossas] vidas". Compartilham também de temores e dificuldades envolvidas no preparo de se reunirem, como a resistência da família de Tāre Lhamo em deixá-la se separar para ir morar com Namtrul, e também a questão de que ambos moravam em regiões tibetanas diferentes e as fronteiras eram controladas pela China. A um ponto em uma das cartas, Tāre Lhamo alude ao ritual de união sexual de karmamudrā, em que os consortes se unem para evocar memórias e revelar tesouros; ela o descreve utilizando-se de termos tântricos simbólicos da sexualidade, como vajra (referente ao pênis), lótus (referente à vagina), e ao "licor" que leva ao momento beatífico de êxtase da não dualidade e vacuidade.
"Amigo, joia preciosa da mente. Em um sonho, enquanto durmo, no início da noite, lembro-me de brincar em um belo prado de flores. Lembro-me do maṇḍala do sol e da lua, [nossos] rostos se tocando. Lembro-me de entrelaçar os braços e juntar as pontas dos dedos. Lembro-me de me deleitar com o festival da satisfação. Lembro-me de ter experienciado o festival de grandes meios secretos. Pensar nisso de novo e de novo me deixa terna e triste. Lembro-me de tua pele, lisa como o algodão de uma flor. Lembro-me de tua voz, doce como o dedilhar de um bandolim. Lembro-me de tua mente, amorosa como [o calor do] sol."

##### Excerto da Carta 14[12]
| "E ma! Companheiro supremo, resplendor do meu coração, Enquanto eu pronuncio esta canção, triste no humor, Amigo, tu és um suporte espiritual incomparável. Mesmo que não estejamos separados por um instante, Dentro da minha vida miserável nas montanhas de neve, Nem um dia se passou sem tristeza. Tal é a maneira de tristeza comigo. Palácio de joias nos céus azuis profundos, O sol dourado brilha espontaneamente, O dragão turquesa encontra lá encontra seu séquito. Aglomerado de estrelas circundado por centenas de milhares. Que as chuvas sazonais continuem a cair sem fim. Assim é o destino de dois eus eminentes. Intermédio, na esfera feliz deste mundo humano, Os lamas sublimes permanecem para o benefício dos seres; Naturalmente nos encontramos na prática da criação e completude. Cercados por centenas de milhares da população, Que os ensinamentos do darma e todo o conhecimento floresçam; O benefício para os seres de nós dois amigos é assim. Oferecendo esta canção, feliz e triste, Sinais de coincidência surgem como resultado. Amigo, que possamos nos encontrar em breve Para realizar grande benefício aos ensinamentos e seres. Claro, passaremos juntos nossas vidas, Caro amigo, brilho afetuoso em meu coração. Recordando de ti mil vezes por dia, o que preciso dizer? Na cama à noite, não é possível adormecer. Há algum meio de vires? Pensa bem! Quando chega uma boa hora, seja qual for o dia ou mês, estou feliz. Teu carinho terno é inesquecível. Bem assim que me lembro da promessa do meu companheiro. Estas são palavras firmes, imutáveis e firmes. Apoio espiritual, nunca separado nem por um instante, Caro Tsebo, inesquecível e próximo ao meu coração, Por favor, permanece dentro do esplendor da bem-aventurança." |  |
| |  |

#### Parceria
Em 1980, Tāre Lhamo deixou sua casa em Qinghai (contra a vontade de seus parentes e contrariando as restrições do governo), para se tornar a consorte de sabedoria de Namtrul Rinpoche. Eles reconstruíram o Mosteiro de Nyenlung e nele viveram, onde serviram como seus principais professores até sua morte.
O casal se tornou discípulos de Khenpo Jigme Phuntsok Jungne (1933–2004), o fundador da Larung Gar. Ele lhes transmitiu Calachacra, todo o corpus de Apang Terton e o Chetsun Nyingtik. Em 1986, ele os entronizou como grandes reveladores de tesouros (gter ton), época em que muitas orações de longa vida foram compostas por sua longevidade. Em 1987, eles viajaram em peregrinação com Jigme Phuntsok para Wutai Shan, perto de Pequim, com uma comitiva de 10.000.
Durante os anos 80 e 90, o casal orientou e ensinou milhares de pessoas em todo o Tibete Oriental, divulgando livremente os tesouros de Dudjom e Apang Terton, bem como seus próprios tesouros. De acordo com Tulku Orgyen Zangpo Rinpoche, ao revelar seus tesouros, era costume de Tāre Lhamo escrever em uma escrita simbólica e de Namtrul Rinpoche transcrever os símbolos.
Em 1981, Namtrul Rinpoche adoeceu gravemente, a ponto de serem realizados pujas (oferendas) para fazer as dakinis recuarem (havia o presságio de que elas buscavam a pessoa no momento iminente da morte e que rituais poderiam afastá-las). O corpo de Rinpoche estava frio como pedra, e ele não conseguia emitir nenhum som. Tāre Lhamo gritou seu nome três vezes enquanto agitava a flecha da longevidade, e Rinpoche gradualmente recuperou a consciência. Quando ele finalmente conseguiu falar, ele disse: "Numerosas dakinis apareceram em um caminho celestial de fitas de seda. Cantando várias melodias, elas vieram ao meu encontro. Quando você jogou a flecha da longevidade, ela cortou o caminho do arco-íris e as fitas de seda. Isso irritou as dakinis e eles foram embora. Então, por enquanto, não há mais problema."
Em 1988, aos 50 anos, Tāre Lhamo teve um sonho no qual viu seu mosteiro natal de Nyenlung como um campo búdico puro. Neste sonho, uma jovem princesa apareceu, e voando juntos, eles viajaram para reinos puros de dakini e receberam ensinamentos de Yeshe Tsogyal.

### 1998-2000
Namtrul Rinpoche transcreveu a "Proteção de Armadura Destemida contra Raios" (thog srung 'jigs med go cha; em inglês: Fearless Armor Protection Against Lightning) e ofereceu-a a Tāre Lhamo. De acordo com Pema Osel Thaye: "Então, uma noite, enquanto Tāre Lhamo estava dormindo, um violento granizo surgiu de repente. Quando trovões e relâmpagos atingiram sua residência, sua cama, todos os móveis do quarto e suas roupas foram reduzidos a cinzas, mas ela permaneceu intacta".
Em 1992, o casal fez uma peregrinação ao Tibete central. Quando eles estavam se aproximando da montanha sagrada de Nyenchen Thanglha, a nordeste de Lhasa, nuvens cor de laranja teriam aparecido no cume e os acompanharam ao longo do caminho. Eles visitaram Lhasa e depois Kangri Tokar, onde escreveram um novo texto de tesouro, A Dakini Azul Refulgente: Quintessência do Coração-Mente de Samantabhadra, Instruções Profundas Apontando a Luminosidade da Sabedoria (em inglês: The Blazing Blue Dakini: Samantabhadra’s Heart-Mind Quintessence, Pith Instructions Pointing Out Wisdom Luminosity). Eles concederam iniciações em Shuksep e em Tsogyal Latso, o local de nascimento de Khandro Yeshe Tsogyal em Drakda. Em Tsogyal Latso, eles providenciaram para que o templo fosse restaurado e remodelado com novas estátuas encomendadas em Lhasa. Enquanto eles estavam dando o empoderamento Dakini Azul Refulgente, o céu foi envolto em um orbe de luz iridescente. E nas proximidades, nas encostas do Monte Dama Turquesa, surgiu uma trilha para caminhada. As pessoas comentaram que este deveria ser o caminho da procissão para aqueles que vinham para as iniciações. Antes de partir, o casal também realizou rituais para expurgar e purificar o local, momento em que surgiram espontaneamente belas melodias vajra. Depois de visitar Samye, Chimphu e Tradruk, eles viajaram para o Mosteiro Tashilunpo no oeste do Tibete e depois voltaram para Nyenlung.
Seus principais tesouros foram descobertos em Samye Chimphu, Kangri Tokar, Amnye Machen, Dragkar Treldzong, Sergyi Drong-ri Mugpo e Nyenpo Yutse, Trophug Khandro Du Ling, Tashi Gomang, Drakyangdzong, Shujung Pemabum Dzong, Kokonor, Drakda Tsogyal Latso e Doyi Nyingpo.

## Anos finais

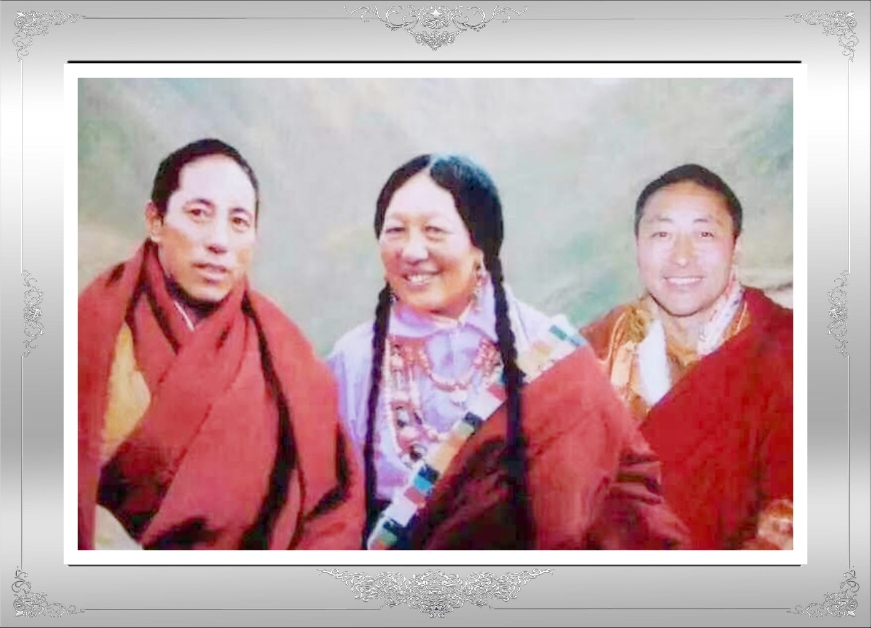
Namtrul Rinpoche, Khandro Tare Lhamo e Tulku Lhaksam Namdak

Tāre Lhamo morreu em 26 de março de 2002, em um hospital de Chengdu. Ela tinha sido saudável e forte ao longo de sua vida. No entanto, de acordo com Tulku Orgyen Zangpo Rinpoche, em 2000, ela começou a sentir que morreria em breve. Com Namtrul Rinpoche, eles consultaram Khenpo Jigme Phuntsok. Todos concordaram que as indicações de sua morte iminente eram inegáveis. Eles providenciaram exames médicos, mas nada ajudou. Foram consultados diversos médicos, inclusive estrangeiros, que providenciaram exames, sem resolução. Tāre Lhamo apresentava dor na garganta e problemas de digestão, um quadro comum na região de se indicar provavelmente um câncer no esôfago. Quando os monges oraram para prolongar sua vida, os sinais de esperança não surgiram, e consideravam claro que as dakinis logo a escoltariam deste mundo.
Namtrul Rinpoche conta que diversas premonições, como sonhos, e sinais apareceram no período próximo à morte. Segundo ele, a um determinado momento música começou a irradiar do corpo de Tāre Lhamo e uma escrita simbólica apareceu no braço dela.
Depois disso, um dia, Tāre Lhamo vestiu suas melhores vestes e enfeitou seus cabelos. Ela reuniu seus discípulos e ofereceu conselhos ao seu coração. Eles imploraram para que ela renascesse rapidamente e voltasse para eles. Pouco depois, ela se deitara, até morrer. Segundo seu testamento, na hora final de sua morte, a 26 de março de 2002, Tāre Lhamo se colocara em uma postura de repouso considerada no budismo como do tipo "elefante", e que teria ocorrido emanação de perfume e nuvens arco-íris dentro e fora do prédio. Assim que ela faleceu, contam-se em suas biografias também sobre outros sinais de sua realização: sua pele ficou branca. Ela brilhava e era linda.
Seu corpo foi levado para o Mosteiro de Nyenlung e exibido. De acordo com a prática do Dzogchen, seu corpo começou a encolher. Foi colocado em um prato e oferecido na cremação. Durante a cremação, ainda havia mais sinais de que ela havia alcançado a realização de um mestre dzogchen, como arco-íris no céu e flores caindo. Após seu falecimento, Namtrul Rinpoche continuou vigorosamente suas atividades, até sua morte em 2011.
No aniversário de um ano do falecimento de sua companheira, em uma última carta de 2003, Namtrul Rinpoche descreve um lamento relatando seus momentos de tristeza profunda, mas que logo foi consolado ao receber uma visão de Tāre Lhamo. Ele transcreveu versos que ela teria cantado, dentre os quais alguns exemplos:
| "Embora a intimidade de nosso vínculo e afeto não possa ser revertida, A natureza dos fenômenos ilusórios é impermanente. Gentil, que intencionalmente não partiu desta vida, Quando chegar a hora do carma passado amadurecer, o que há para fazer? Tu continuas nutrido pelo meu carinho. Eis aqui um suporte para a mente: Companheiro constante, não nos separamos nem por um instante. Rinpoche, não deixa tua mente se cansar de tristeza. Treina em reconhecer todos os fenômenos aparentes como ilusão. Consciência Vajra, a natureza estável e firme consumada, Não está separada da minha mente, Tāre. (…) Mesmo quando separados na forma de aparências relativas, Na verdade definitiva, fundamentalmente, nunca nos separamos. De tua mente original e indestrutível além da medida, não fui a lugar nenhum. Não há outro lugar para eu ir. (…) Até a iluminação, não há separação nem por um instante. Até que as manifestações cármicas impuras dos seres se esgotem, Por tanto tempo, nós dois, método e sabedoria, como inseparáveis, Realizando sem esforço o benefício dos ensinamentos e seres. Quando os três reinos do saṃsāra forem esvaziados, nossos desejos cumpridos, A escuridão da dualidade impura é despertada por si mesma para revelar Fenômenos aparentes de saṃsāra e nirvāṇa já aperfeiçoados, A base da existência purificada na grande equidade. A la la! Querido, querido, tu e eu somos não-dual, um sabor." |  |
| |  |

Namtrul Rinpoche relata que, ao final da visão, a imagem de Tāre Lhamo se dissolveu em luz, que se transformou depois em uma esfera vermelha (bindu).
Hoje, a linhagem de Tāre Lhamo e Namtrul Rinpoche passou para o único filho de Namtrul Rinpoche, Shitrul Tulku Lhaksam Namdak (sprul sku lhag bsam rnam dag), o renascimento de Zhuchen Kunzang Nyima (gzhu chen kun bzang nyi ma) e do filho de Tare Lhamo que morreu em tenra idade. Ele é atualmente o chefe do Mosteiro Nyenlung, onde as estupas relicárias de Tāre Lhamo e Namtrul Rinpoche são colocadas lado a lado.

## Renascimento
Jetsunma Kunga Trinley Palter Sakya nasceu em 2 de janeiro de 2007, filha de Dagmo Kalden Dunkyi e Ratna Vajra Rinpoche, o atual Sakya Trizin, cujo pai era o renascimento de Apang Terton. O 14º Dalai Lama a reconheceu como o renascimento de Tare Lhamo.

## Um Tesouro do Céu: Os Escritos do Tesouro de Orgyen Jigme Namkha Lingpa e Khandro Tāre Lhamo
A Lama Dechen Yeshe Wangmo compilou um catálogo desses treze volumes. Ela é uma detentora da linhagem da Essência do Coração Dakini (mkha 'gro thug thig), um tesouro mental de Dudjom Rinpoche Jigdral Yeshe Dorje, entronizada pelo Repkong Lama Tharchin Tsedrup Rinpoche em 1992. Esta é uma sinopse de seu catálogo:
- Volume 1 (KA): 99 textos: Ciclo Guru (99 sadhanas)
- Volume 2 (KHA): 51 textos: Vajrasattva (10), Guhyasamaja (2), Menlha (2), Orgyen Menlha (7, Longevidade (13), Manjushri (11), Mahakarunika (2), Cintamani (1), Miscelânea (3)
- Volume 3 (GA): 60 textos: Três Raízes Coletivamente (8), Manjushri Irado (2), Vajrapani (4), Drollod (3), Kilaya (13), Guru Drakpo (11), Oito Mandalas (4), Hayagriva (13, Menlha (1)
- Volume 4 (NGA): 55 textos: Yeshe Tsogyal (55 textos)
- Volume 5 (CA): 36 textos: Throma das Dakinis Iradas, Throma de Machik e Khechari (Vajrayogini Irada)
- Volume 6 (CHA): 74 textos: Expansão com Nove Luas Crescentes (Yeshe Tsogyal Vermelha, seu principal ensinamento) (3), Mandaravā (4)
- Tārā (13 textos), Sarasvatī (17), Kurukulle (5 textos), Buddha Virini (9), Nobre Deusa dos Surgimentos Auspiciosos (6), Tārā Branca (), Dakini do Córrego de Riqueza, (2), Vārāhī (3), Singhamukha (3), Deusa Marichi (Ozerchenma) (2), Miscelânea (2)
- Volume 7 (JA): 35 textos: Dakini Luz Azul Refulgente (17), Essência do Coração Uddiyana (10), Vajra Varahi (8)
- Volume 8 (NYA): Protetores: 90 textos: Ekadzati (12), Rahula (2), Gesar (3), Yulha Tokgyur (2), Palden Lhamo (2), Miscelânea – Terra Tsiu Vermelha, Nyenchen Thanglha, Machen [Pomra], Dur Thro Dagmo, Lhachen, Magyal, Irmãs Tenma, Cinco Deusas Tseringma, diversos (73 textos)
- Volume 9 (TA): Gesar de Ling: 1 texto
- Volume 10 (THA): 56 textos: Súplicas (21 textos), Confissões (2 textos), Orações Aspiracionais (8), Miscelânea (25)
- Volume 11 (DA): 14 textos: Guias de Escrita Simbólica (9), Ciclo de Instruções/Conselhos (5)
- Volume 12 (NA): 2 textos: Cartas Coletadas de Orgyen Jigme Namkha Lingpa para Khandro Tare Lhamo (1), Cartas Coletadas de Khandro Tare Lhamo para Orgyen Jigme Namkha Lingpa (1)
- Volume 13 (PA): 17 textos